# رابطة الفايكنغ
كانت رابطة الفايكينغ (الألمانية: Bund Wiking ) منظمة سياسية وشبه عسكرية ألمانية في الفترة من 1923 إلى 1928. تأسست في 2 مايو 1923 في ميونيخ من قبل أعضاء منظمة القنصل المحظورة خلفا لهذه المجموعة. 
على الرغم من أن هدفها المعلن كان التأثير على «إحياء ألمانيا على أساس وطني وإثني من خلال التعليم الروحي لأعضائها»،  كان هدفها الأساسي الفعلي هو المساهمة في الاستعدادات للإطاحة بجمهورية فايمار وتوفير جيش مدرب لأعضائها. وقدرت العضوية بحوالي 10000 شخص، بما في ذلك العديد من الضباط العسكريين السابقين. 
وكان من بين قادة المجموعة مؤسس مشاة البحرية السابق هيرمان ايرهارت مؤسس مشاة البحرية إيرهاردت ونائبه القائد إبرهارد كووتر. استخدم العديد من قادة المنظمات اليمينية المحظورة أو المثيرة للجدل العضوية في فايكنغ كوسيلة للحفاظ على الاستمرارية. على سبيل المثال، شمل ذلك لاحقًا قائد الصحة النازي الرايخ ليوناردو كونتي، الذي أسس جريدة Kampfbund المعادية للسامية في عام 1918. انضم هورست فيسيل الشاب إلى المجموعة في أواخر عام 1923. 
في 9 كانون الثاني / يناير 1924 ، كانت المجموعة مكونة من حوالي 20 من أعضاء رابطة الفايكينغ بقيادة إدغار جوليوس جونغ مسئولين عن اغتيال الانفصالي فرانز جوسيف هاينز.
كان الهدف المعلن للرابطة هو إنشاء دكتاتورية عسكرية ألمانية جديدة وتعديل معاهدة فرساي بالوسائل المسلحة. وشمل ذلك الاستفزاز المستهدف الذي يهدف إلى تحريض العمال على اتخاذ الإجراءات وتقديم ذريعة للانقلاب. عندما أصبحت هذه الاستعدادات معروفة للحكومة الفيدرالية في عام 1926، تم حظر الفايكينغ في بروسيا ومناطق أخرى.
بعد حل المجموعة في نهاية أبريل 1928، واصل العديد من أعضاء رابطة الفايكنج أنشطتهم في المنظمات ذات الصلة مثل Stahlhelm أو كتيبة العاصفة. 